# ノブ・ヒル

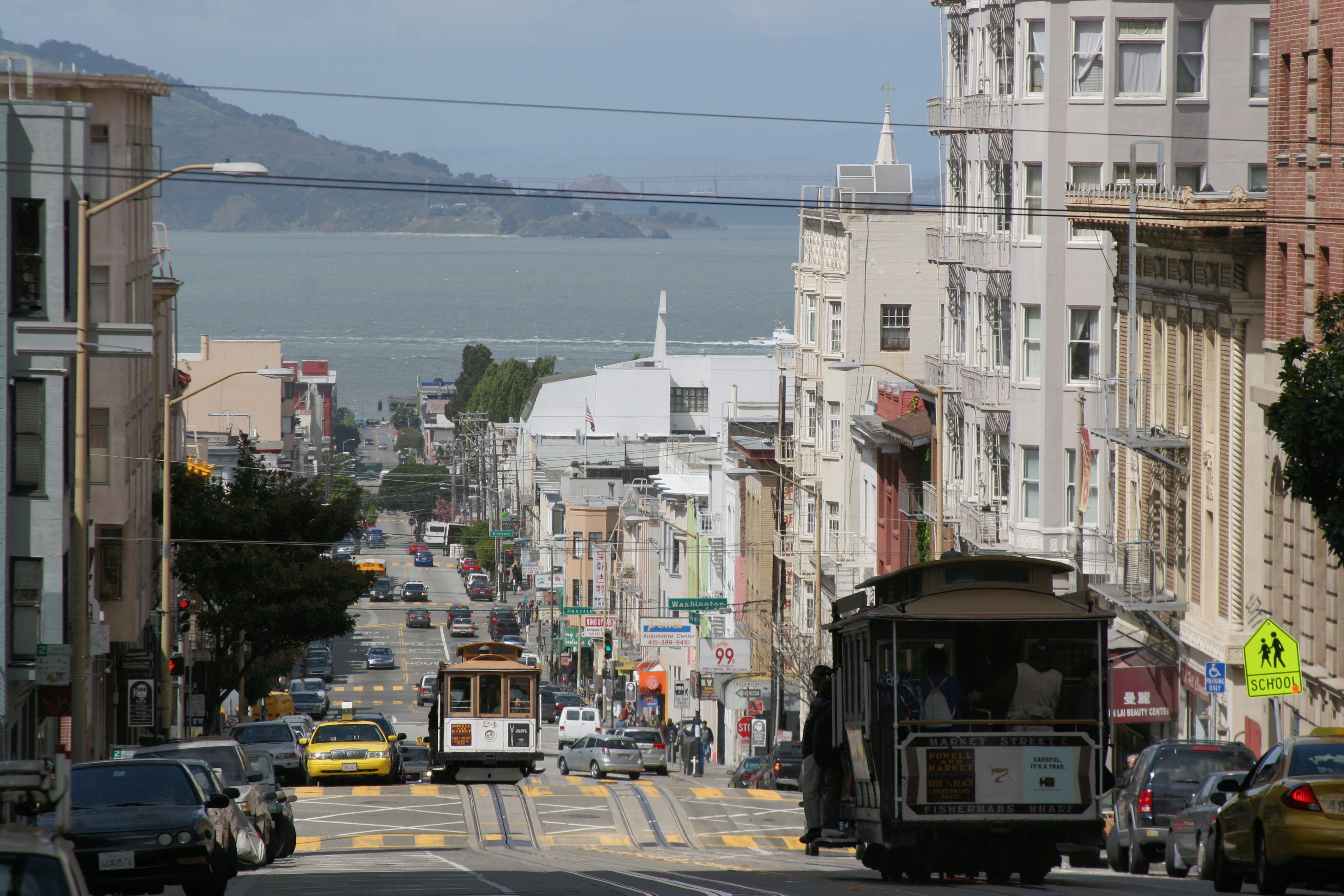
パウエル・ストリートからサンフランシスコ湾を見下す

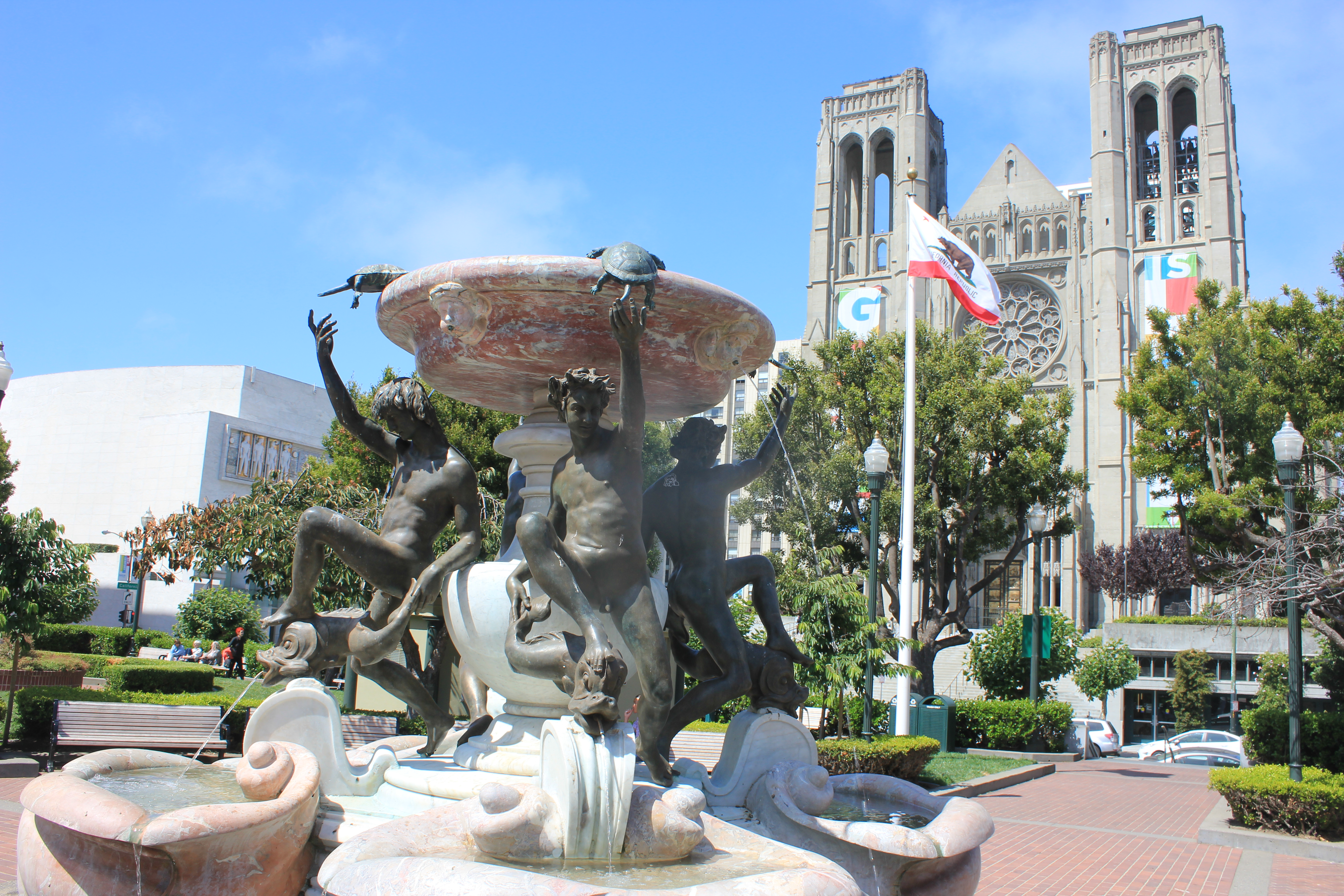
ハンティントン・パークとグレース大聖堂

ノブ・ヒル（英語: Nob Hill）は、カリフォルニア州サンフランシスコの地区であり、標高107メートルの丘である。数多くの高級ホテルや歴史的な邸宅があることで知られている。ノブ・ヒルは、歴史的にサンフランシスコの上流階級の中心地としての役割を果たしてきた。
ノブ・ヒルは現在でも、米国で最も所得の高い地区の1つであり、国内で最も魅力的で高価な不動産市場の1つである。 新型コロナウイルス感染症が流行する前は、モンテカルロを僅差で上回り、平方メートル当たり最も高価な不動産市場であったが、その後大きく下落した。これまでのところ、平方メートル当たりの市場価格が国内の平均年収（7万2400ドル）を超えた米国で唯一の場所だった。
ノブ・ヒルは、ミシュランの星を獲得したレストラン、ホテル（フェアモント・サンフランシスコなど）、ブティック、文化施設、アート・ギャラリー、歴史的建造物（グレース大聖堂など）が多数あるため、サンフランシスコの高級有名地域である 。この地区は、元々「ローマの七丘」にちなんだ「サンフランシスコの七つの丘」（参照：List of hills in San Francisco）の1つとして名付けられ（ノブ Nob は俗語で上流階級または裕福な人の意味）、ローワー・ノブ・ヒル・アパートメント＆ホテル地区 (略称：ローワー・ノブ・ヒルで、Seven Sistersなど) も含んでいる。

## 参照項目
- サンフランシスコの地勢
- サンフランシスコの市街